# مایکل ریچی
مایکل ریچی (انگلیسی: Michael Ritchie؛ ۲۸ نوامبر ۱۹۳۸ – ۱۶ آوریل ۲۰۰۱) یک کارگردان اهل ایالات متحده آمریکا بود.

## فیلم شناسی
- قهرمان اسکی (۱۹۶۹)
- نامزد (۱۹۷۲)
- لبخند (۱۹۷۵)
- رابطه تقریباً کامل (۱۹۷۹)
- جزیره (۱۹۸۰)
- بازماندگان (۱۹۸۳)
- کودک پرافتخار (۱۹۸۶)
- گربه های وحشی (فیلم ۱۹۸۶)